# Ari Kurko
Ari Kurko (* 10. Juni 1949 in Kotka; † 30. Oktober 1970 ebenda) war ein finnischer Gewichtheber. Er wurde 1970 Vizeweltmeister im beidarmigen Drücken im Mittelgewicht.

## Werdegang
Ari Kurko begann als Jugendlicher beim Sportclub Merkur Kotka mit dem Gewichtheben. Sein Trainer war Risto Rakkolainen. Er war Schüler und legte das Abitur ab.
Erste Erfolge stellten sich 1966 ein, als er finnischer Juniorenmeister im Federgewicht wurde und im gleichen Jahr bei der Skandinavischen Junioren-Meisterschaft in Kopenhagen im Federgewicht mit 260 kg (85-75-105) im olympischen Dreikampf den zweiten Platz belegte. 1967 wurde er in Valkeakoski Skandinavischer Meister im Federgewicht und steigerte sich dabei auf 300 kg. 1968 wurde er im Federgewicht mit 310 kg finnischer Vize-Meister hinter Kaarlo Lahti, der auf 320 kg kam.
Im Juni 1969 belegte Ari Kurki bei der finnischen Meisterschaft im Leichtgewicht mit 347,5 kg den 3. Platz. Noch im gleichen Jahr steigerte er seine Leistungen in atemberaubendem Tempo weiter. Er erzielte in diesem Jahr mit 140,5 kg im beidarmigen Drücken auch einen finnischen Rekord. Im olympischen Dreikampf kam er sogar auf 402,5 kg. Am 21. Dezember 1969 besiegte er in Kotka in einem Vergleichskampf Finnland gegen Leningrad mit 395 kg (132,5-110-152,5) seinen russischen Gegner Lopatin, der auf 392,5 kg kam.
1970 steigerte Ari Kurki seine Leistungen im gleichen atemberaubenden Tempo wie schon 1969. Am 5. April 1970 wurde er in Riihimäki finnischer Meister im Mittelgewicht und erreichte dabei im olympischen Dreikampf schon 427,5 kg. Einen kleinen Rückschlag musste er hinnehmen, als ihm bei der Europameisterschaft dieses Jahres in Szombathely im Mittelgewicht in einer der Disziplinen drei Fehlversuche unterliefen und er deshalb ohne Dreikampfleistung unplatziert blieb.
Zum Höhepunkt in seiner kurzen Laufbahn wurde schließlich die Weltmeisterschaft 1970 in Columbus (Ohio). Er kam dort im Mittelgewicht im olympischen Dreikampf auf 435 kg (150-125-160) und kam damit im Gesamtergebnis auf den 7. Platz, wurde aber mit seiner Leistung im beidarmigen Drücken von 150 kg Vize-Weltmeister.
Tragischerweise wurde Ari Kurko am 30. Oktober 1970 in Kotka bei einem Streit erschossen.

## Erfolge
| Jahr | Platz | Wettbewerb                                         | Gewichtsklasse | Ergebnisse |
| 1966 | 1.    | Finnische Juniorenmeisterschaft                    | Feder          | |
| 1966 | 2.    | Skandinavische Juniorenmeisterschaft in Kopenhagen | Feder          | mit 260 kg (85-75-105), hinter J. Linden, Schweden, 262,5 kg (75-80-107,5)                                                   |
| 1967 | 1.    | Skandinavische Meisterschaft in Valkeakoski        | Feder          | mit 300 kg, vor Mansson, Schweden, 250 kg                                                                                    |
| 1968 | 2.    | Finnische Meisterschaft                            | Feder          | mit 310 kg, hinter Kaarlo Lahti, 320 kg                                                                                      |
| 1969 | 3.    | Finnische Meisterschaft                            | Leicht         | mit 347,5 kg, hinter V. Ruhanen, 365 kg und Hellsten, 355 kg                                                                 |
| 1970 | 1.    | Finnische Meisterschaft in Riihimäki               | Mittel         | mit 427,5 kg, vor Paavo Aho, 412,5 kg                                                                                        |
| 1970 | 3.    | Baltic-Cup in Bergen                               | Mittel         | mit 427,5 kg, hinter Leif Jensen, Norwegen, 440 kg und Jewgeni Smirnow, UdSSR, 435 kg                                        |
| 1970 | unpl. | EM in Szombathely                                  | Mittel         | nach drei Fehlversuchen in einer der Teildisziplinen                                                                         |
| 1970 | 7.    | WM in Columbus (Ohio)                              | Mittel         | mit 435 kg (150-125-160); Sieger: Wiktor Kurenzow, UdSSR, 462,5 kg (152,5-130-180) vor Leif Jensen, 455 kg (147,5-142,5-165) |

## WM-Einzelmedaillen
- 1970 Silbermedaille im beidarmigen Drücken

Erläuterungen
- alle Wettkämpfe im olympischen Dreikampf, bestehend aus beidarmigem Drücken, Reißen und Stoßen
- Federgewicht, Gewichtsklasse bis 60 kg, Leichtgewicht, bis 67,5 kg und Mittelgewicht, bis 75 kg Körpergewicht
- WM = Weltmeisterschaft, EM = Europameisterschaft